# Тайфун Коркут
Тайфун Коркут (тур. Tayfun Korkut, нар. 2 квітня 1974, Штутгарт) — турецький футболіст, півзахисник.
Насамперед відомий виступами за клуби «Фенербахче», «Реал Сосьєдад» та «Бешикташ», а також національну збірну Туреччини.
Чемпіон Туреччини.

## Клубна кар'єра
У дорослому футболі дебютував 1994 року виступами за команду клубу «Штутгартер Кікерс», в якій провів один сезон, взявши участь у 14 матчах чемпіонату. 
Своєю грою за цю команду привернув увагу представників тренерського штабу клубу «Фенербахче», до складу якого приєднався 1995 року. Відіграв за стамбульську команду наступні п'ять сезонів своєї ігрової кар'єри. Більшість часу, проведеного у складі «Фенербахче», був основним гравцем команди. За цей час виборов титул чемпіона Туреччини.
2000 року уклав контракт з клубом «Реал Сосьєдад», у складі якого провів наступні три роки своєї кар'єри гравця.  Граючи у складі «Реал Сосьєдада» також здебільшого виходив на поле в основному складі команди.
Протягом 2003—2004 років захищав кольори команди клубу «Еспаньйол».
З 2004 року один сезон захищав кольори команди клубу «Бешикташ». 
Завершив професійну ігрову кар'єру у клубі «Генчлербірлігі», за команду якого виступав протягом 2005—2006 років.

## Виступи за збірну
1995 року дебютував в офіційних матчах у складі національної збірної Туреччини. Протягом кар'єри у національній команді, яка тривала 9 років, провів у формі головної команди країни 44 матчі, забивши 1 гол.
У складі збірної був учасником чемпіонату Європи 1996 року в Англії, чемпіонату Європи 2000 року у Бельгії та Нідерландах.

## Титули і досягнення
- Чемпіон Туреччини (1):

«Фенербахче»:  1995-96